# Citroën Axel
O Citroën Axel é um automóvel fabricado pela empresa Citroën. É a versão francesa do Oltcit Club, um automóvel que nasceu de uma cooperação franco-romena.
Este modelo aproveitou um estudo da Citroën realizado para um substituto do Ami, que até então nunca tinha sido produzido.
Em 1994 a marca sulcoreana Daewoo realizou um ligeiro restyling e fabricou o carro com o nome Daewoo Oltena até 1996.